# (5786) Talos
(5786) Talos es un asteroide que forma parte de los asteroides Apolo descubierto el 3 de septiembre de 1991 por Robert H. McNaught desde el Observatorio de Siding Spring, Nueva Gales del Sur, Australia.

## Designación y nombre
Designado provisionalmente como 1991 RC. Fue nombrado Talos en homenaje a Talos, personaje de la mitología griega, primo de Ícaro, Talos fue asesinado por su tío, Dédalo, por celos de su inventiva. Hay otro Talos en la leyenda, un gigante de bronce viviente creada por el dios Hephaistos. Talos correría alrededor de la isla de Creta y alejaría a los extraños de sus costas arrojando piedras. Los visitantes no deseados, lo suficientemente desafortunados como para ser atrapados, se sujetarían a su seno, que hizo al rojo vivo. Se cree que Talos es la figura alada, que corre con grandes zancadas y sostiene una piedra en cada mano, representada en monedas de la ciudad de Phaestos. El semieje mayor, la excentricidad y la inclinación de este asteroide muestran una notable similitud con (1566) Ícaro.

## Características orbitales
Talos está situado a una distancia media del Sol de 1,081 ua, pudiendo alejarse hasta 1,975 ua y acercarse hasta 0,1873 ua. Su excentricidad es 0,826 y la inclinación orbital 23,22 grados. Emplea 410,816 días en completar una órbita alrededor del Sol.
Talos es un asteroide cercano a la Tierra y uno de los que tienen un perihelio menor que el de Mercurio.

## Características físicas
La magnitud absoluta de Talos es 17,1 y el periodo de rotación de 38,52 horas.